# Voodoo Castle
Voodoo Castle (lett. "castello vudù") è un videogioco di avventura testuale pubblicato a partire dal 1979 per numerosi home computer. È il quarto titolo della serie Adventure della Adventure International basata sul motore di gioco realizzato da Scott Adams, ma in questo caso l'avventura è opera di sua moglie Alexis Adams.
L'originale è in puro testo, ma per alcuni dei computer (almeno Atari 8-bit, Commodore 64, PC-98) uscì una seconda versione dotata di grafica, nella serie Scott Adams' Graphic Adventures (SAGA).

## Trama
Il gioco si svolge nel castello del conte Cristo, che a causa di una maledizione giace in una bara in stato di morte apparente e deve essere risvegliato. Il personaggio senza nome controllato dal giocatore deve esplorare vari ambienti come la sala da ballo, la sala dei trofei, il laboratorio dove si conducono strani esperimenti, e scoprire passaggi segreti. È presente anche la magia ed è possibile incontrare stregoni ostili o trovare l'aiuto della medium Megan. Alla fine il personaggio, acquisiti gli oggetti e le conoscenze necessari, dovrà compiere un rito vudù per salvare il conte.

## Modalità di gioco
L'avventura è esclusivamente in inglese (le versioni PC-88 e PC-98 sono in giapponese) e richiede l'inserimento di comandi di una o due parole (verbo e oggetto). Nelle versioni dotate di grafica, per ogni locazione ci sono illustrazioni statiche a colori che occupano la parte superiore dello schermo. Il personaggio ha un inventario degli oggetti trasportati, visibile solo come testo con il comando "inventory". C'è la possibilità di salvare la partita su disco o nastro.